# Крушение в Сан-Бернардино
Крушение в Сан-Бернардино — крушение грузового поезда, произошедшее утром в пятницу 12 мая 1989 года в городе Сан-Бернардино (штат Калифорния). В результате превышения скорости тяжёлый грузовой поезд компании Southern Pacific Transportation Company сошёл с рельсов в кривой пути, после чего локомотивы и вагоны врезались в дома, разрушив 7 из них, при этом погибли 4 человека, в том числе 2 местных жителя.
Спустя 13 дней, утром 25 мая на месте крушения поезда произошёл разрыв топливопровода, в результате чего возник пожар, в котором были уничтожены 11 домов и 21 автомобиль, при этом погибли 2 жителя.

## Хронология событий

### Предшествующие обстоятельства
Добывающая компания The Lake Minerals Corporation арендовала у дороги Southern Pacific (SP) 69 стотонных вагонов-хопперов для перевозки 6835 тонн соли трона, которую следовало доставить от Розэмонда в порт Лос-Анджелеса. У добывающей компании не было своих вагонов, из-за чего она была вынуждена брать их в аренду у дороги. Данный договор аренды вагонов между этими компаниями был вторым. В первом контракте было указано, что в каждый вагон будет загружаться 88 тонн соли, но по прибытии поезда в порт выяснилось, что грузоподъёмность сухогруза была куда выше, из-за чего весь его тоннаж не использовался полностью. Чтобы исправить это упущение, во втором контракте было указано, что в каждый вагон будут загружать по 100 тонн. При этом добывающая компания следила, чтобы каждый вагон не перегружался выше указанного в контракте, так как в этом случае общий вес груза в поезде был бы куда выше ожидаемого, а это, в свою очередь, привело бы к тому, что не весь груз можно было бы погрузить на судно, а излишки придётся либо выбрасывать на землю, либо везти обратно, что повлечёт дополнительные расходы.
При отправке вагонов от дороги возникла проблема — станционные пути в Розэмонде не могли вместить состав из 69 вагонов, поэтому хопперы отправляли для формирования сцепа на соседнюю станцию Флета, куда 5 мая поступили 32 вагона, 6 мая — 15, а 8 мая — 22 вагона. Далее на станции Мохаве в программе на компьютере статус каждого вагона был изменён с «пустой» на «гружёный». Каждую поступающую из Розэмонда группу вагонов заносил в компьютер специальный служащий, причём во всех трёх случаях эти работники являлись разными людьми. Программа, в которую внесли изменения, должна была определять общий вес каждого вагона и на основании данных расчётов получать общий вес поезда. Вес тары вагонов-хопперов уже был заложен в программу по расчёту веса поезда, а потому требовалось лишь внесение данных о загрузке, но у тех, кто заносил вагоны в компьютер, данных о фактической загрузке не было. Тогда загрузку вносили «на глазок», рассчитывая, что после взвешивания на электронных весах будут занесены уже фактические данные. В результате у первой партии вагонов (32 штуки) вес груза был указан по 50 тонн в каждом, у второй партии (15 штук) — по 75 тонн, а у третьей (22 штуки) — по 60 тонн.
6 мая в офис SP в Мохаве была доставлена накладная на груз, который следовало доставить в Лос-Анджелес. При этом в данной накладной не была указана загрузка каждого из вагонов, так как она уже была указана в договоре об аренде. В свою очередь, сотрудник SP увидел, что загрузка вагонов не указана, лишь когда представитель Lake Minerals ушёл. Тогда была сделана попытка связаться с офисом добывающей компании, но она оказалась неудачной. Основываясь на своём опыте, сотрудник SP оценил, что вагоны с солью легче вагонов с цементом, а у последних загрузка составляла 75 тонн, на основании чего загрузка каждого из вагонов с солью была оценена в 60 тонн, а в накладную была занесена загрузка 54 000 кг. Он, конечно, видел[где?] цифру загрузки в 91 000 кг, но решил, что это ещё из предыдущего, первого договора об аренде вагонов. При этом нигде не было сделано пометки, что вес в 91 000 кг является оценочным, а не определённым взвешиванием, поэтому эти данные позже были занесены в компьютер.

### Формирование поезда
11 мая 1989 года главному диспетчеру поездов в Лос-Анджелесе позвонили со станции Мохаве и сообщили, что требуется доставить 69 вагонов с троной от Флеты до Вест-Колтона, что близ Лос-Анджелеса. Тем же вечером в 21:00 в Бейкерсфилде в офисе дороги Southern Pacific заступила на работу локомотивная бригада, состоящая из машиниста, помощника машиниста и тормозильщика, после чего в 21:15 помощник машиниста позвонил в Мохаве и сообщил, что они будут вести поезд MJLBP1-11, который, в свою очередь, получил обозначение Экстра 7551 Восточный (Extra 7551 East). На фургоне железнодорожников в 22:30 доставили на станцию Мохаве, где они получили документы на поезд, в том числе сведения о загрузке, опубликованные после обработки на компьютере. Состав состоял из 69 вагонов с солью, общим весом 6151 тонну.
Локомотивная бригада должна была принять в Мохаве сцеп из трёх тепловозов, после на них прибыть во Флету, где прицепить находящиеся на боковом пути вагоны, а по пути к Лос-Анджелесу на узловой станции Палмдейл-2 дополнительно прицепить ещё сзади пару вспомогательных тепловозов, так как на пути находился крутой подъём в 22 ‰ через горы Сан-Габриэль. Затем в 23:00—23:30 машинист сообщил диспетчеру, что выданный под поезд локомотив, который до этого находился в «холодном» состоянии, почему-то не запускается. Тогда ему было предложено использовать находящийся поблизости тепловоз № 8278 (SP 8278), чтобы его прицепить к текущей сплотке и уже из него осуществлять управление. Всего в сплотке были три тепловоза EMD SD45 номера 8278, 7551 и 7549, а также один EMD SD45T-2 номер 9340. В 00:15 12 мая бригада выехала из Мохаве и направилась во Флету.
На станции Флета в восточной горловине велись ремонтные работы, поэтому диспетчер направил сплотку тепловозов дальше на восток до станции Ансель, чтобы там ожидать на боковом пути. В Анселе бригада поезда 7551-Восток прибыла в 00:40, а в 01:15 направилась обратно во Флету, осуществляя при этом управление из тепловоза 9340. Во Флете через западную горловину локомотивы были прицеплены к вагонам, после чего поезд направился в Мохаве. Как впоследствии утверждал машинист, он зарядил перед отправлением тормоза, но в процессе следования проверка тормозов на эффективность не проводилась. Зато было отмечено, что реостатный тормоз на 9340 работает с перебоями. В Мохаве локомотив был перецеплен, поэтому теперь он находился с восточного конца поезда, а управление вновь велось из 8278. Помощник поездного диспетчера не изучал данные компьютерных расчётов и не знал, что по ним вес груза составлял 6151 тонну. Вместо этого он, опираясь на свой опыт, предположил, что на самом деле поезд весит 8900 тонн, а четырёх имеющихся в голове тепловозов будет недостаточно для преодоления всех подъёмов, которые начинаются после станции Денис, включая опасный перевал Кахон. Тогда вспомогательный локомотив был вызван с Палмдейла до Обана.

### Подъём в горы

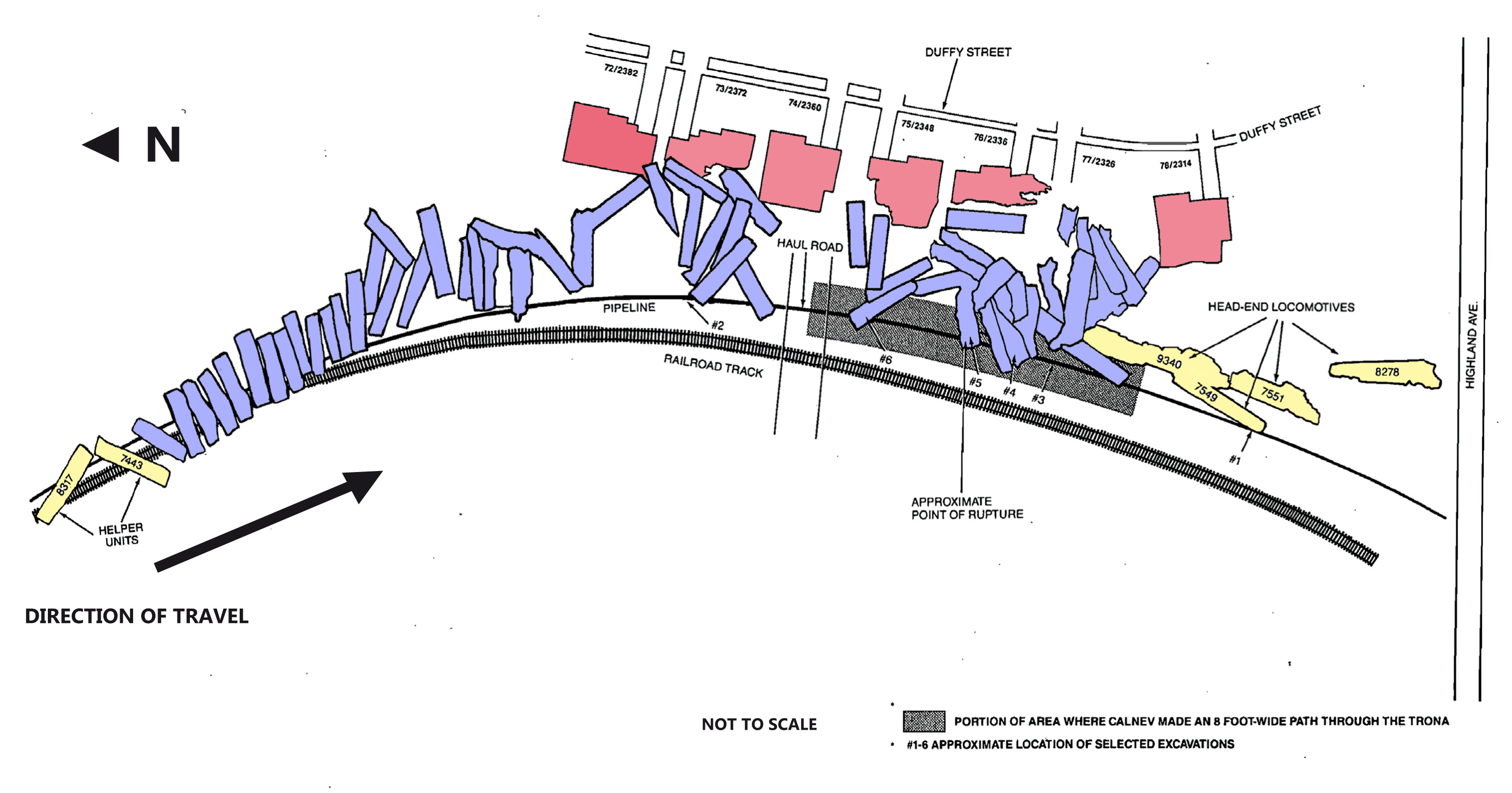
Схема крушения

В 03:35 поезд 7551-Восток отправился со станции Мохаве. Машинист и его помощник находились в головном локомотиве 8278, а тормозильщик должен был сидеть во втором локомотиве (7551), но ушёл в третий (7549), так как на втором не работал обогрев кабины. До Обана поезд доехал без замечаний, при этом машинист определил, что реостатное торможение на головном локомотиве работает нормально. Находящийся на третьем локомотиве помощник передал, что слышал, как на его локомотиве также работал данный тормоз. По прибытии в Обан поезд был поставлен на боковой путь и стал ожидать толкача. Локомотив-толкач в свою очередь состоял из двух тепловозов: EMD SD45 (номер 7443) и EMD SD40T-2 (номер 8317). В 05:06 диспетчер велел бригаде толкача прицепиться к хвосту поезда 7551. В 05:30 машинисту головного тепловоза было сообщено о выполнении сцепления и опробовании тормозов. Информацию о весе поезда локомотивная бригада толкача не запрашивала.
Члены основной локомотивной бригады остались на тех же местах, что и по прибытии в Обан, после чего весь состав отправился со станции. Машинисты головного и вспомогательного локомотивов практически не вели между собой радиосвязь на протяжении подъёма, пока в 07:03 поезд не прошёл вершину перевала.

### Крушение
Зная примерный вес состава и что у него в распоряжении 6 тепловозов (4 спереди и 2 в хвосте), оборудованных реостатным тормозом, машинист головного локомотива определил скорость спуска как 40 км в час, что на 8,0 км в час ниже максимально допустимой для поезда с данным числом локомотивов. В начале спуска машинист начал применять реостатное торможение, одновременно с этим задействовав пневматические тормоза вагонов, дав в них давление в 3,6 кг. Затем он спросил у машиниста толкача, как у них работают электрические тормоза, на что ему ответили, что тормоза на максимуме. Данную информацию машинист расценил как подтверждение того, что и на вспомогательном локомотиве электрический тормоз работает нормально.
Поначалу всё шло нормально, но затем помощник машиниста сказал машинисту, что скорость начала расти выше 48 км в час, на что машинист увеличил давление в тормозах до 4,5 кг. Кратковременно скорость уменьшилась, однако потом снова начала расти, поэтому давление в тормозных цилиндрах было повышено до 6,4 кг. Все эти действия давали лишь кратковременный эффект, но не приводили к заметному снижению скорости. Станцию Кахон поезд прошёл на скорости 50 км в час, когда тормозное давление составляло уже 8,2 кг. После Кахона шли несколько кривых, сопротивление от прохождения которых позволило несколько сбросить скорость, но затем пошёл уже прямой путь, на котором поезд вновь стал ускоряться.
Давление в тормозах было повышено до 9,1 кг, а затем уже до 12 кг, что соответствовало полному служебному торможению, но грузовой поезд не сбавил ход, а к 07:30 он уже разогнался до 72 км в час. Увидев, что скорость достигла такой величины, машинист вспомогательного локомотива сразу задействовал экстренное торможение. Как он позже рассказал следователям, он знал, что в этом случае отключатся реостатные тормоза тепловозов для предотвращения заклинивания колёсных пар, но не видел иного способа остановить состав. Со слов автомобилиста, который ехал по шоссе, параллельному железной дороге, поезд мчался вниз быстрее обычного, а из-под него начал выходить голубоватый дым. Этот дымок заметил помощник машиниста основного локомотива, о чём предупредил машиниста. Выглянув назад, машинист головного локомотива также увидел, как из-под колёс стал валить густой дым светло-голубого цвета.
Основной машинист велел своему помощнику сообщить, что у них вышедший из-под контроля поезд. Связаться с поездным диспетчером не удалось, поэтому в 07:33:48 помощник установил радиосвязь с дежурным по станции Вест-Колтон, после чего передал: «У нас небольшая проблема. Мы не знаем, сможем ли мы остановить поезд. Мы только что прошли Дайк». Когда машинист вспомогательного локомотива услышал это невнятное сообщение, то, схватив трубку, закричал: «Я объявляю мэйдэй, мэйдэй. Очистите радиоэфир. Мы едем быстрее 145 км в час и разгоняемся». Понимая, что поезд полностью вышел из-под контроля, машинист толкача сел позади кабины спиной к стенкам и упёрся ногами.
В 07:37:09 локомотивная бригада объявила, что с поездом произошла чрезвычайная ситуация и его скорость более 145 км в час. По мнению машиниста, поезд ехал со скоростью около 161 км в час, когда у границы Сан-Бернардино он при проходе правого поворота сошёл с рельсов. Опрокинувшись на бок, локомотивы и вагоны промчались по земле и врезались в дома.
В результате крушения были разбиты 5 тепловозов и 69 вагонов, то есть практически весь поезд, груз рассыпан, разрушено 210 м железнодорожного пути. На земле под обломками домов погибли два ребёнка. На поезде погибли тормозильщик и помощник машиниста головного локомотива. Машинист головного локомотива получил перелом рёбер, но выжил.

### Пожар на топливопроводе
Крушение произошло в месте, под которым на небольшой глубине проходил топливопровод, по которому в свою очередь осуществлялась перекачка нефтепродуктов, поэтому уже в начале разбора обломков вагонов все были предупреждены, что глубина залегания трубопровода небольшая и следует быть осторожным. Также краской было показано примерное местонахождение этого опасного объекта.
25 мая в 08:05:25 на насосной станции в Колтоне датчики вдруг зафиксировали падение давления, после чего в 08:05:38 автоматика отключила насосы. Увидев сигнал о падении давления, персонал станции объявил тревогу. В это же время в Сан-Бернардино жители увидели, как в небо взметнулся странный белый фонтан, а затем пошёл белый дождь. Спустя считанные секунды свидетели услышали сильный гул, повернувшись в сторону которого увидели, как возникло большое пламя, быстро распространявшееся по улицам. Многие свидетели указывали, что странный фонтан, предшествующий взрыву, возник в том месте, где менее пары недель до этого произошло крушение поезда.
В результате пожара было уничтожено несколько домов и машин, при этом погибли два жителя.

## Расследование

### Крушение поезда
Как удалось определить из показаний машинистов головного и вспомогательного локомотивов (8278 и 7443), реостатные тормоза на них работали нормально. Второй тепловоз (7551) в головной сплотке был в «холодном» состоянии, а потому тормоза на нём не работали. Относительно третьего (7549) машинист думал, что электрическое торможение на нём работало. но проверка записей с бортовых самописцев показала, что силового тока на самом деле не было, то есть тормоза фактически не работали. Относительно вспомогательного локомотива было установлено, что на втором тепловозе (8317) реостатное торможение было отключено за четыре дня до происшествия (8 мая 1989 года), но информация об этом не была доведена до машиниста головного локомотива. Таким образом, из шести тепловозов реостатный тормоз был лишь на трёх, то есть лишь на половине.
Состав состоял из 69 вагонов-хопперов, из которых 38 принадлежали SP, а остальные 31 арендовали у дороги Denver and Rio Grande Western Railroad (DRGW). Вагоны дороги SP имели длину 14 859 мм, массу тары 27 352 кг, грузоподъёмность 91 943 кг и максимальный вес брутто 119 295 кг. Вагоны дороги DRGW в свою очередь имели длину 15 748 мм, массу тары 28 803 кг, грузоподъёмность 90 492 кг и максимальный вес брутто 119 295 кг. Общий вес тары всего состава из 69 вагонов был определён как 2130 тонн.
Каждый вагон имел четыре оси, а его тормозная система включала восемь тормозных колодок (по одной на колесо), то есть всего на 69 вагонов приходилось 276 осей и 552 колодок. Также тормозная система каждого вагона включала грузовой авторежим, предотвращающий заклинивание колёсных пар при малой загрузке. Следователи смогли проверить 142 вагонные колёсные пары, из которых на 109 имелись признаки перегрева из-за чрезмерного торможения. Из тормозных колодок удалось проверить 160 штук, из которых 36 были сожжены, 102 имели признаки перегрева и сильного износа, а 22 оказались сильно изношены. Колёсные пары и тормозные колодки тепловозов также имели признаки перегрева и сильного износа из-за чрезмерного торможения. Оба машиниста также свидетельствовали, что пневматические тормоза их локомотивов работали нормально. Таким образом, пневматические тормоза поезда были полностью исправны.
Тогда следователи решили проверить вес поезда и обнаружили, что вес состава из вагонов определён как 6151 тонна, при этом загрузка каждого вагона была указана в 60 тонн. Но в этом случае общий вес груза получался около 4740 тонн, при том, что вес груза по контракту должен был составлять 6835 тонн. То есть фактический вес поезда на самом деле был 8965, или на 45 %, почти в полтора раза, больше. В этом случае требуется уже как минимум шесть тепловозов с полностью исправными реостатными тормозами, чтобы поддерживать скорость на спуске в диапазоне от 40 до 48 км/ч, тогда как фактически таких было лишь три, то есть вдвое меньше требуемого. Когда же поезд начал разгоняться быстрее 48 км/ч, машинист стал постепенно увеличивать нажатие пневматических тормозов, но в сложившейся ситуации данное действие уже не было эффективным, так как от этого лишь сильнее разогревались тормозные колодки, при этом происходит снижение коэффициента трения, да и сами пневматические тормоза при скорости выше 40 км/ч уже малоэффективны. Когда же часть тормозных колодок сточилась до металлической основы, эффективность тормозов резко упала, и в результате прирост скорости только увеличился.
Локомотивная бригада не знала фактического веса поезда, иначе бы для проводки поезда использовала больше локомотивов, либо на уклоне ещё сильнее снизила скорость, чтобы пневматические тормоза были более эффективными. Но из-за ошибки в бумагах она не знала этого, поэтому поезд 7551 был фактически изначально обречён на неуправляемый спуск.

## Культурные аспекты
Катастрофы в Сан-Бернардино показаны в третьем сезоне канадского документального телесериала «Расследования авиакатастроф» в специальном эпизоде «Сорвавшийся поезд».